# Општина Вранчоаја (Вранча)
Вранчоаја (рум. Vrâncioaia) општина је у Румунији у округу Вранча.
Oпштина се налази на надморској висини од 423 m.